# Луиджи Феррарис (стадион)
«Луи́джи Феррарис», также известный под названием «Марасси» (по названию района в котором он расположен) — многофункциональный стадион в Генуе, Италия. В настоящее время используется как домашняя арена футбольных клубов Сампдория и Дженоа и для проведения регбийных матчей. Вместимость стадиона составляет 36 536 зрителей.
Стадион был открыт 22 января 1911 года, матчем между Дженоа и Интером. На тот момент арена вмещала 20 000 зрителей. Стадион назывался Марасси до 1 января 1933 года, когда был переименован в честь бывшего капитана Дженоа и героя Первой мировой войны Луиджи Феррариса.
В 1934 стадион принимал матч между сборными командами Испании и Бразилии в рамках чемпионата мира по футболу, к тому времени вместимость была увеличена до 30 000 человек.
Рекорд посещаемости (60 000 зрителей) был зафиксирован 27 февраля 1949 года в матче между сборными Италии и Португалии.
Стадион был снесен и отстроен заново к чемпионату мира 1990 года, на нём было проведено 4 игры.